# Sklepienie pięciopodporowe
Sklepienie piastowskie (inne nazwy: sklepienie trójpodporowe, sklepienie pięciopodporowe) – rodzaj pięciopodporowego sklepienia gotyckiego występującego na ziemiach polskich od połowy XIV wieku. Najprostszą wersją sklepienia piastowskiego jest sklepienie trójdzielne, bardziej złożoną wersją sklepienie przeskokowe z przesuniętym punktem podparcia żebra. Sklepienia piastowskie liczyły od sześciu do dziewięciu trójkątnych tarcz. 

9-tarczowe sklepienie trójdzielne (1 - tarcza, 2 - żebra, 3 - podpora)

Sklepienie piastowskie to modyfikacja sklepienia krzyżowo-żebrowego, polegająca na dodaniu piątej podpory, wyprowadzane z niego żebra dzielą sklepienie na trzy duże pola, z których każde dodatkowo podzielone jest jeszcze na dwie lub trzy części, co w efekcie tworzy układ sześciu, siedmiu, ośmiu lub dziewięciu trójkątnych tarcz.  
Prawdopodobnie pierwsze sklepienia tego typu zastosowano ok. 1346 roku nad wschodnim przęsłem w prezbiterium katedry w Krakowie oraz w latach 1341-1371 nad nawami bocznymi kościoła św. Krzyża we Wrocławiu. Można je znaleźć również w kościele Najświętszej Marii Panny na Piasku we Wrocławiu (lata 1334-1390).

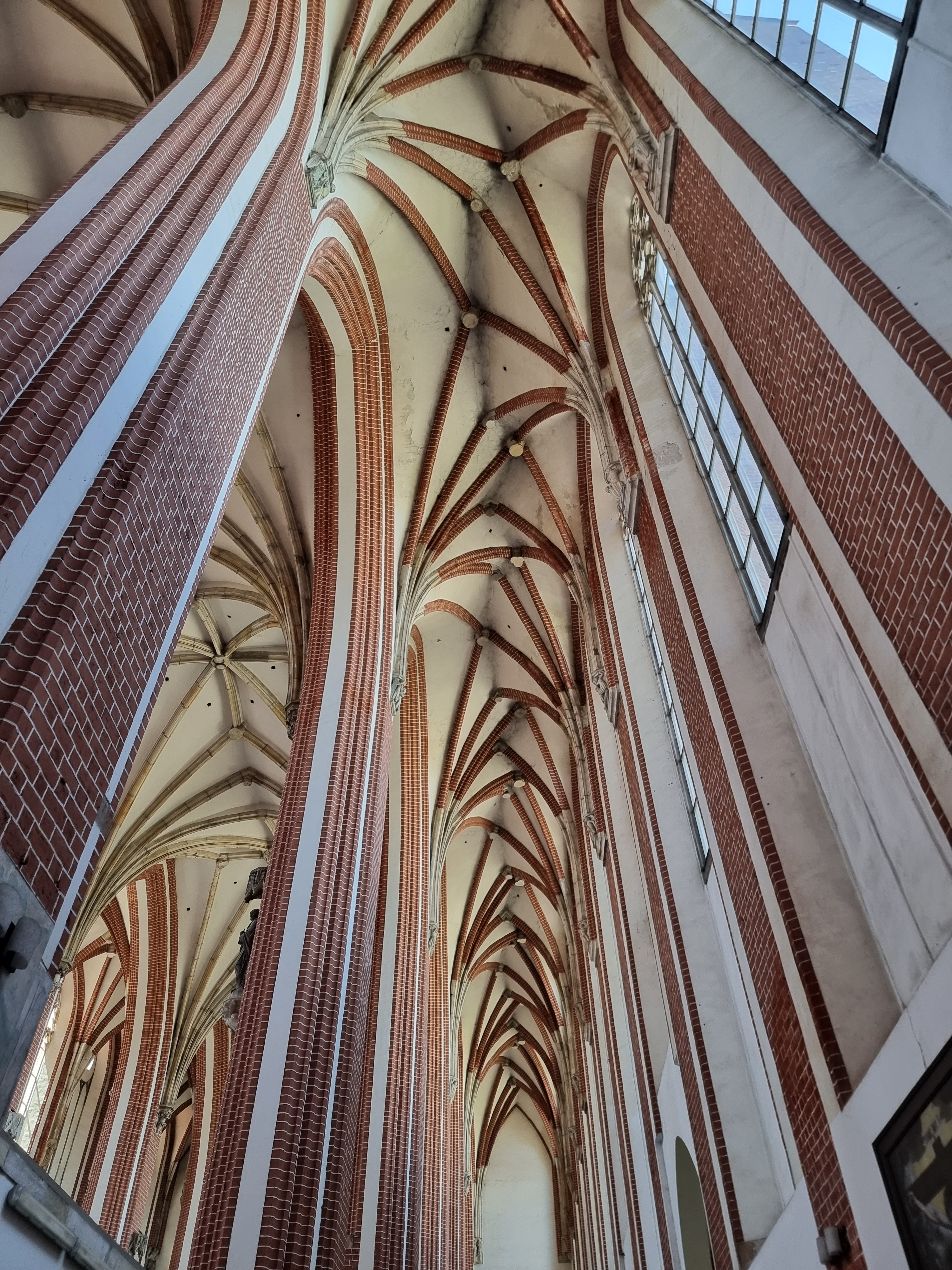
Sklepienie piastowskie w nawie bocznej kościoła Najświętszej Marii Panny na Piasku we Wrocławiu